# Koel del Sud
Koel del Sud (South Koel) és un riu de l'Índia a Jharkhand.
Neix a 23° 18′ 30″ N, 85° 06′ 15″ E / 23.30833°N,85.10417°E a poca distància a l'oest de Ranchi i corre en direcció sud durant prop de 300 km fins que se li uneix el riu Sankh; el riu unit esdevingué el Brahmani, i acaba desaiguant a la badia de Bengala. Els seus afluents principals són el Karo del Nord i el Karo del Sud.